# Смоквица Крмпотска
Смоквица Крмпотска (хрв. Smokvica Krmpotska) је насељено место у саставу града Нови Винодолски, Приморско-горанска жупанија, Хрватска.

## Историја
До територијалне реорганизације у Хрватској била је у саставу старе општине Цриквеница.

## Становништво
У попису становништва из 2011. године, Смоквица Крмпотска је имала 47 становника.
| Број становника према пописима | Број становника према пописима | Број становника према пописима | Број становника према пописима | Број становника према пописима | Број становника према пописима | Број становника према пописима | Број становника према пописима | Број становника према пописима | Број становника према пописима | Број становника према пописима | Број становника према пописима | Број становника према пописима | Број становника према пописима | Број становника према пописима | Број становника према пописима |
| ------------------------------ | ------------------------------ | ------------------------------ | ------------------------------ | ------------------------------ | ------------------------------ | ------------------------------ | ------------------------------ | ------------------------------ | ------------------------------ | ------------------------------ | ------------------------------ | ------------------------------ | ------------------------------ | ------------------------------ | ------------------------------ |
| 1857                           | 1869                           | 1880                           | 1890                           | 1900                           | 1910                           | 1921                           | 1931                           | 1948                           | 1953                           | 1961                           | 1971                           | 1981                           | 1991                           | 2001                           | 2011                           |
| 38                             | 0                              | 46                             | 52                             | 61                             | 56                             | 59                             | 52                             | 47                             | 44                             | 31                             | 29                             | 20                             | 29                             | 48                             | 47                             |

Напомена: До 1910. исказивано под именом Смоквица. Године 1869. подаци су садржани у насељу Јаков Поље.